# Peterborough (Ontário)

Peterborough é uma cidade do Canadá, localizada na província de Ontário. Era a capital do Condado de Peterborough, embora atualmente seja uma cidade independente — ou seja, que não faz parte de nenhum condado. Está localizada 125 quilômetros a nordeste de Toronto. Sua área é de 58,61 km² e sua população é de 74.600 habitantes, segundo uma estimativa de 2004. O cognome de Peterborough é The Electric City, que significa em português "a cidade elétrica".